# Pivovar Zvíkovec
Vrchnostenský pivovar Zvíkovec je součástí jižního křídla hospodářského dvora zámku Zvíkovec v městysi Zvíkovec v okrese Rokycany. Památkový katalog označuje jako pivovar budovu čp. 2 na východním konci jižního křídla hospodářského dvora a zbytek křídla (čp. 98) označuje jako chlévy, web Pivovary.info přisuzuje pivovaru čp. 98. 

## Historie
První písemná zmínka o pivovaru pochází z roku 1543, kdy majitel obce Linhard Zvíkovský z Brodu dal po spálení zemských desk do nich statek Zvíkov s městečkem, grunty a s činžemi na Chlumu a v Slatině, s loukami, lesy, řekou, rybníky, robotou, pivovarem a chrámem Páně na Zvíkovci, které zdědil, znovu vepsat. Poté se majitelé často střídali, jednu chvíli byl v držení Kinských. Největší výstav z doby existence činil 560 hl, jednalo se tedy o menší pivovar. Naposledy se v něm vařilo v roce 1898. 
V křídle čp. 98 podle článku z roku 2011 aktuálně působilo pohostinství.